# Lisen Lemchen
Lisen Lemchen, född 29 januari 1839 i Stockholm, död 29 maj 1914 i Dalarö socken, var en svensk lärare och målare. Hon var dotter till Johan Magnus Lemchen. 
Lisen Lemchen utbildade sig till lärare och arbetade som lärare i Trolle-Ljungby i Skåne. Vid sidan av sitt arbete var hon verksam som konstnär och studerade konst vid Konstakademien i Stockholm och Paris. Hennes konst består huvudsakligen av blomsterstilleben och i mindre omfattning av skärgårds- och landskapsmotiv från bland annat Herrön. Hon medverkade från 1877 i samlingsutställningar med Bohusläns konstförening och i samlingsutställningar i Sundsvall och Göteborg. Hon signerade sina arbeten L.L.